# Référentiel à grande échelle
Le référentiel à grande échelle (RGE) est un référentiel géographique pour la France, commandé par l’État et produit depuis avril 2017 par l’Institut national de l'information géographique et forestière (IGN). 
Il comprend notamment la BD TOPO, la BD ORTHO, le RGE ALTI et la BD PARCELLAIRE, cette dernière remplacée en 2018 par le Parcellaire Express (issu du Plan Cadastral Informatisé ou PCI),.